# Oscar de Cock
Oscar de Cock (* 1881) war ein belgischer Ruderer, der vor allem im Achter Erfolge feiern konnte.
Er trainierte seine ganze Karriere beim Koninklijke Roeivereniging Club Gent. Bei den Olympischen Sommerspielen 1900 in Paris konnte er zusammen mit Marcel van Crombrugge, Jules de Bisschop, Prospère Bruggeman, Maurice Hemelsoet, Frank Odberg, Oscar de Somville, Maurice Verdonck und Alfred van Landeghem die Silbermedaille im Achter-Bewerb holen. Mit diesen gewann er auch die Europameisterschaften 1900 und – mit teils veränderter Besetzung – 1901.